# Controversias de los textos de historia de Japón

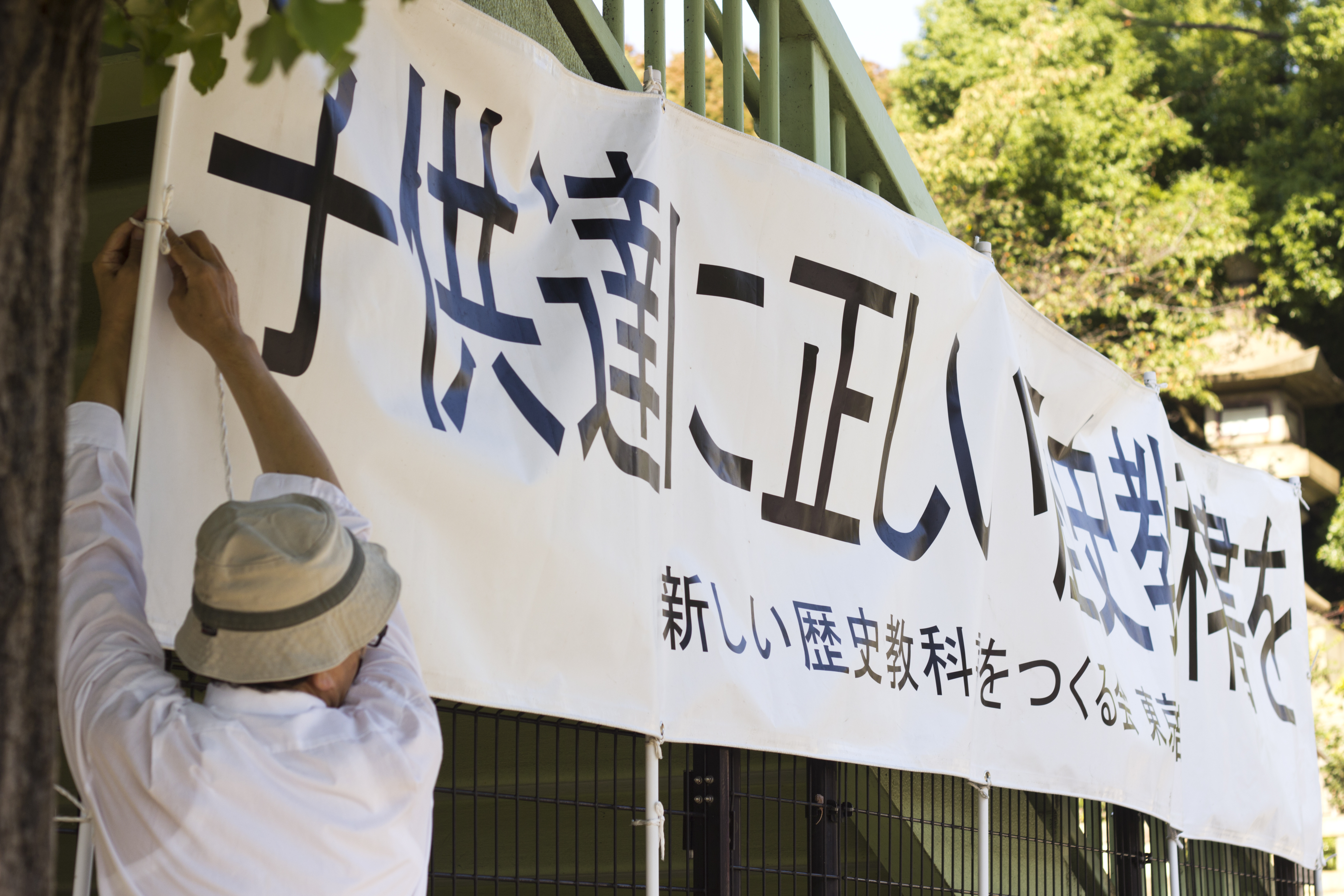
Miembro del grupo revisionista de derecha Sociedad Japonesa para la Reforma de los Libros de Texto de Historia colocando una pancarta que dice "(Denle) a los niños libros de texto de historia correctos".

Las controversias de los textos de historia de Japón se refiere a los contenidos polémicos de los libros de historia aprobados por el gobierno utilizados en la educación secundaria (escuelas secundarias y preparatorias) de esta nación. Las controversias se refieren principalmente a lo que algunos observadores internacionales consideran los esfuerzos nacionalistas japoneses para encubrir las acciones del Imperio del Japón durante la Segunda Guerra Mundial.

También en cuestión está la constitucionalidad de las representaciones de libros de texto aprobados por el gobierno de
Segunda Guerra Mundial, los crímenes de guerra, y el imperialismo japonés durante la primera mitad del siglo XX. Estas controversias han sido un tema de gran preocupación tanto a nivel nacional e internacional, sobre todo en estados que fueron víctimas del Japón imperial durante la guerra.
A pesar de los esfuerzos de los reformadores nacionalistas, por la década de 1990 los libros de texto japoneses más comunes figuran las referencias a, por ejemplo, la Masacre de Nanking, el Escuadrón 731, y mujeres de confort de la Segunda Guerra Mundial, todas las cuestiones históricas que han enfrentado los desafíos de los ultranacionalistas en el pasado.
El más reciente de los libros de texto, el Nuevo Texto de Historia, publicado en 2000, fue rechazado por "casi todos los distritos escolares de Japón."

## Sistema de autorización de libros de texto
Los libros de texto en Japón no están escritos por el Ministerio de Educación, en cambio, los libros de texto para todos los temas en primaria y las escuelas secundaria inferior y superior están escritos y publicados por varias empresas privadas importantes.[cita requerida]
Este sistema fue introducido en Japón después de la Segunda Guerra Mundial para evitar que el gobierno tenga autoridad directa sobre el contenido del escrito; la Ley Fundamental de Educación de Japón (教育基本法) requiere que las escuelas utilicen libros de texto que estén autorizados por el Ministerio de Educación; sin embargo, cada consejo de educación local tiene la autoridad final para seleccionar los libros de texto se pueden utilizar en su jurisdicción de la lista aprobada.[cita requerida]
En Japón, un libro de texto escolar en potencia debe pasar una serie de evaluaciones antes de recibir la aprobación para su uso en las escuelas japonesas.[cita requerida] En primer lugar, las empresas de libros de texto presentará un proyecto de su libro de texto propuesto al Ministerio de Educación japonés. La autorización de libros de texto y del Consejo de Autorización e Investigación de Libros de Texto (教科用図書検定調査審議会), un consejo de oficiales del Ministerio de Educación, integrado por profesores universitarios, de secundaria y jóvenes profesores,[cita requerida] el control del proyecto de conformidad con las directrices de plan de estudios del Ministerio (学習指導要領) para garantizar que el contenido del libro de texto propuesto es "objetiva, imparcial y libre de errores."[cita requerida]
Los críticos[¿quién?] afirman que el libro de texto del gobierno del sistema de autorización se ha utilizado para rechazar los libros de texto que describen el Japón imperial en una luz negativa. Esto incluye un caso en la década de 1960, donde se rechazó una descripción de la Masacre de Nankín y otros crímenes de guerra cometidos por el ejército japonés antes y durante la Segunda Guerra Mundial por el Ministerio de Educación. El autor demandó al Ministerio, ganando finalmente el caso de décadas más tarde. 
Reciente controversia se centra en la aprobación de un libro de historia publicado por la Sociedad Japonesa para la Reforma de Libros de Texto de Historia, que hacía hincapié en los logros de la pre-Segunda Guerra Mundial, el Japón imperial, así como una referencia a la Gran Asia Oriental Esfera de Co-prosperidad con menor número de comentarios críticos en comparación con otros libros de texto de la historia de Japón. 
Como reflejo de la tendencia japonesa hacia el revisionismo histórico favoreciedor para el gobierno, el historiador Stephen Ambrose señaló que "La presentación en japonés de la guerra a sus hijos se ejecuta algo como esto: Un día, sin razón alguna vez entendido, los estadounidenses comenzaron a lanzar bombas atómicas sobre nosotros."
Los defensores del sistema[¿quién?] aseguran que un libro que no menciona específicamente los hechos negativos con respecto a la agresión y las atrocidades cometidas por Japón durante la Segunda Guerra Mundial también haría fracasar el proceso de aprobación del Ministerio de Educación. Durante el proceso de aprobación del mencionado libro[¿cuál?] de historia por la Sociedad Japonesa para la Reforma de Libros de Texto de Historia, el autor recibió la orden de revisar el libro varias veces el contenido antes de recibir su aprobación final. 
Por otra parte, durante la Guerra Fría, los libros rechazados por los editores de libros de texto de izquierda que intentó retratar a la Unión Soviética, China continental, Corea del Norte y otros países comunistas en una luz positiva. 
Los defensores[¿quién?] también señalan que durante los años 1960 y 1970, en la medida de las atrocidades, así como la existencia de muchos de los incidentes, aún se debate por los historiadores japoneses, por lo tanto, el Ministerio de Educación estaba en lo cierto al rechazar las referencias a las atrocidades específicas tales como la Masacre de Nanjing en esa época, pero finalmente el Ministerio insistió en la inclusión de los mismos incidentes después de que los historiadores japoneses habían alcanzado finalmente un consenso durante la década de 1990. 
También señalan que, del Norte y Corea del Sur, así como China, que resultan ser los más abiertos críticos del proceso de homologación de libros de texto japoneses, no permita que las empresas privadas la publicación de libros de texto para escribir la historia de sus escuelas. En cambio, los gobiernos de los países en escribir un libro de historia única para todas sus escuelas. 
Los críticos de libros de texto chinos y coreanos también argumentan que los libros de texto de esos países son mucho más políticamente censura y la auto-favoreciendo a los libros de texto japoneses.

Hoy en día hay 30 libros de texto único para Estudios Sociales (社会 Shakai?), a partir de 5 diferentes editoriales, en las escuelas primarias.[cita requerida] Además, hay 8 libros de texto único para el estudio de la historia como parte de los programas de estudios sociales japoneses (社会-歴史的分野 Shakai-Rekishi teki bunya?), de 8 diferentes editoriales, para escuelas secundarias.[cita requerida] En Japón las escuelas secundarias, el número de opciones disponibles es mucho mayor, con 50 ediciones de libros de texto único para la enseñanza del japonés, y la historia mundial.[cita requerida]

## El comienzo de la selección de textos escolares (1947)
La actual autorización del sistema de libro de textos comenzó en 1947 bajo la dirección liderada por la autoridad del Comandante Supremo de las Potencias Aliadas (SCAP) durante la ocupación posterior a la II Guerra Mundial. SCAP ordenó al gobierno provisional de Japón poner fin al sistema de libros de texto designados por el gobierno (国定教科書 Kokutei Kyōkasho?) y permitir a los estudiosos en el sector privado escribir libros de texto. Educadores locales entonces eligen qué libros de texto utilizarán en sus escuelas. las descripciones que promoviesen el militarismo y ultranacionalismo fueron eliminadas y se introdujese la nueva idea de promover la dignidad de la persona (個人の尊厳). La Nueva ley de Educación Escolar establece que mientras el gobierno establezca un plan de estudios de referencia, no tiene la intención de establecer una línea fija y uniforme para todos los educadores para observar, como en los viejos militaristas, sino más bien para ayudar a los educadores de adaptar creativamente el currículo de las nuevas demandas de los niños y la sociedad en general.

## Principales controversias
Tokushi Kasahara identifica tres períodos de tiempo en el Japón de la posguerra en la que afirma que el gobierno japonés ha "librado desafíos críticos de los textos de historia en un intento de atenuar o eliminar las descripciones de la agresión de Japón en tiempos de guerra, sobre todo atrocidades tales como la Masacre de Nanjing ". El primer desafío se produjo en 1955, y el segundo tuvo lugar en la década de 1980. La tercera se inició en 1997 y sigue sin resolver hasta la fecha.

### “Ureubeki Kyōkasho” issue (1955)
En las elecciones generales de febrero de 1955, el Partido Democrático de Japón  propone una idea que la edición de libros de texto, mientras que la escuela podría ser en manos del sector privado, el gobierno debe a supervisar y limitar los tipos de libros de texto a cerca de dos por cada tema apretando la autorización, de modo que los libros de texto, en efecto sería equivalente a los textos designados por el gobierno.
En el Comité Especial de Administración de Inspección de la casa de la Cámara de Representantes en el mes de julio de ese mismo año, Kazutomo Ishii (石井一朝) 
del Partido Democrático de Japón sugirió que los libros estaban a punto de ser publicados que podrían derrocar al principio de la educación de Japón. Él caracterizó estos libros de texto como:
- Intencional e injustificadamente que representan la vida de la clase trabajadora de Japón como "extremadamente horrible, por lo que parece ser un producto de los defectos del sistema social y de la auto-contradicción del capitalismo.
- Exaltar a la Unión Soviética y República Popular China, muy enfáticamente y parece sugerir que Japón debería estar al servicio de ellos.

Además, entre agosto y octubre del mismo año, el Partido Democrático de Japón publicó tres volúmenes de folletos titulados "Ureubeki Kyōkasho" (うれうべき教科書, libros de texto deplorables). El primer volumen figuran cuatro tipos de sesgo como "ejemplos de la educación sesgada que apareció en los libros de texto":
- Los que apoyan incondicionalmente el sindicato de maestros y al Sindicato de Maestros de Japón, y avanzan en sus actividades políticas: Miyahara Seiichi (宮原誠一) ed., social studies textbook for high school, Ippan Shakai (一般社会), published from Jikkyo Shuppan (実教出版).
- Los que bombo lo horrible de la situación de los trabajadores japoneses, y por lo tanto propone un movimiento obrero radical y destructivo: Munakata Seiya (宗像誠也) ed., social studies textbook for junior high school, Shakai no Shikumi (社会のしくみ), published from Kyōiku Shuppan (教育出版).
- En particular los que glorifican y exaltan a la Unión Soviética y República Popular China, y castigan a Japón: Sugo Hiroshi (周郷博) ed., social studies textbook for 6th grade, Akarui Shakai (あかるい社会), published from Chuukyō Shuppan (中教出版).
- Los que inculcan a los niños ideas marxistas-leninistas, es decir, comunistas: Osada Arata (長田新) ed., social studies textbook for junior high school, Mohan Chuugaku Shakai (模範中学社会), published from Jikkyō Shuppan (実教出版).

Partido Demócrata de Japón condenó estos libros de texto como "libros rojos" (赤い教科書). En respuesta a esto, los autores y editores de los libros de texto hicieron varias declaraciones públicas y notas de protesta. Sin embargo, el Partido Demócrata no ha respondido a la espalda. Desde este incidente, un mayor número de libros de texto había sido rechazada por ser parcial (偏向).
Los cambios resultantes resultó en una tercera parte de los libros de texto pre-existente con la prohibición de las escuelas japonesas. El Ministerio de Educación requiere que los libros eviten nuevas críticas de la participación japonesa en la Guerra del Pacífico, la mención de la invasión japonesa de China y la participación en la Segunda Guerra Sino-Japonesa en absoluto.